# Openluchtkruisweg

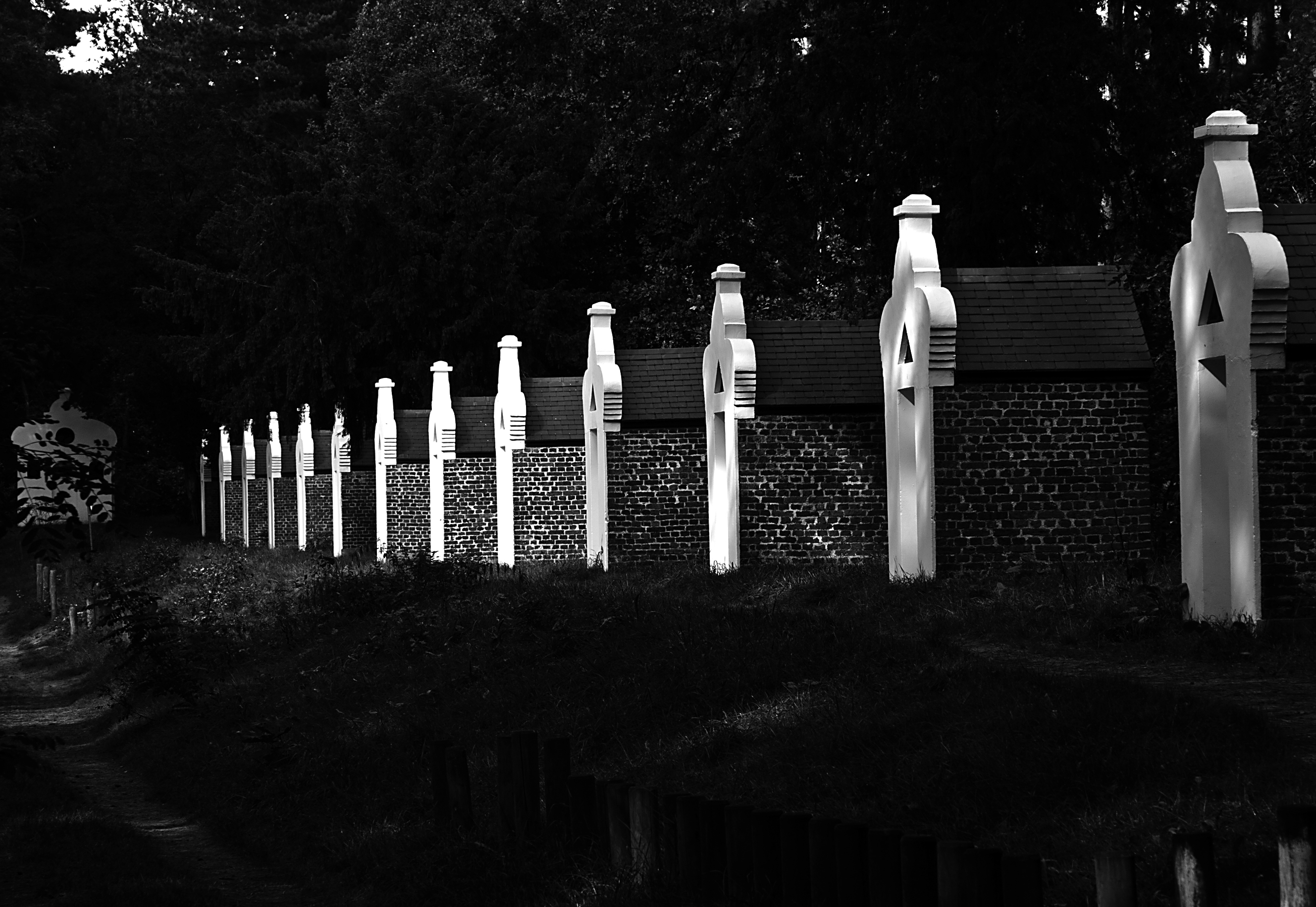
Openluchtkruisweg

De Openluchtkruisweg is een processiepark in de tot de Antwerpse gemeente Mol behorende plaats Achterbos, gelegen aan de 15 Kapellekens.
Het betreft een reeks van 14 kapelletjes in neobarokke stijl die langs een recht pad zijn gegroepeerd, en de veertien staties van de Kruisweg verbeelden. Deze kapelletjes werden vanaf 1815 gebouwd. De oorspronkelijke kruiswegschilderijen verdwenen begin 20e eeuw en werden vervangen door gepolychromeerde gipsen reliëfs, die afkomstig zijn uit de kerk van Vaulx.
Langs de kapelletjes komt men uiteindelijk bij een vijftiende, iets grotere kapel. Dit is de Heilige Kruiskapel op de Heilige Kruisberg, welke in de 18e eeuw werd gebouwd.
De kapelletjes bevinden zich in een naaldbosgebied van 19 ha dat deel uitmaakt van de Kempense duinengordel. Dit gebied, dat vroeger in particuliere handen was, is tegenwoordig eigendom van de vzw Kempens Landschap.